# Klemencija od Bigorre
Klemencija od Bigorre (francuski Clémence, katalonski Clemència; o. 1036. – ?) bila je francuska plemkinja koja je postala grofica Urgella udajom.
Bila je kći grofa Bernarda II. od Bigorre i njegove supruge Klemencije te polusestra grofice Beatrice. Rođena je oko 1036.
Udala se za grofa Urgella, Don Ermengola III., kao njegova druga (ili prva?) žena te je moguće da je bila majka grofa Ermengola IV. i kraljice Izabele. Isto tako, ona i njezin muž navodno su bili roditelji Ramona, Vilima, Berenguera i Sanče.